# Distritos e regiões administrativas de Caxias do Sul
Caxias do Sul, cidade do estado do Rio Grande do Sul, é dividida administrativamente em seis distritos e quatro regiões administrativas.

## Distritos[1]

### Criúva
Criúva é um distrito do município de Caxias do Sul, localizado no Rio Grande do Sul. Este distrito está situado a 60 quilômetros do centro de Caxias do Sul e 18 quilômetros do centro de São Marcos. O distrito tem cerca de um terço do território do município e possui cerca de 2 mil habitantes. Está situado a 850 metros de altitude.
Criúva, cujo nome deriva de uma árvore comum na região, antigamente fazia parte do município de São Francisco de Paula, mas em 1954 foi anexada a Caxias do Sul. A área inicialmente era habitada por índios, depois por portugueses e por fim os italianos também se misturaram a eles. Entretanto a tradição campeira predomina, comemorando-se a Semana Farroupilha com torneios de laço e outras atividades típicas do gaúcho. Também ali nasceram os irmãos Bertussi, a primeira dupla de acordeonistas do Brasil, dedicados à música gauchesca. Outra festa local ocorre em outubro, chamada de Sabores de Criúva, dedicada à culinária típica local.
Localiza-se a 54 km da sede, com uma área de 368,28 km². Sua economia se baseia na agropecuária e no artesanato, além de estar se tornando um pólo turístico por conta de suas muitas belezas naturais, próprias para a realização de esportes radicais, cavalgadas, trekking ecológico e pesca.

#### História
O surgimento da Vila de Criúva aconteceu em meados do século XIX, impulsionada pelos comércios que se dedicavam ao abastecimento dos tropeiros que cruzavam o Rio das Antas com seus animais e cargas entre o leito do rio para levar seus mantimentos e mercadorias ao norte, seguindo o rumo de Vacaria. Outro fato importante para o crescimento da vila foi a construção da Ponte dos Korff, na estrada Rio Branco, o que tornou Criúva no ponto de parada obrigatório dos tropeiros até a construção da BR 116 em São Marcos, na década de 40.
Seus primeiros habitantes eram portugueses, acrescidos posteriormente de muitos italianos com a migração que atingiu a região no final do século XIX. O distrito era pertencente ao município de São Francisco de Paula até a década de 50, porém a distância entre este município e o distrito, aliados ao crescimento vertiginoso de Caxias do Sul fizeram com que Criúva passa-se a ser administrada não mais por São Francisco de Paula, e passa-se a ser o sexto distrito de Caxias do Sul.

#### Características
Além da farta cultura trazida pelo tropeirismo, o distrito de Criúva é privilegiado pelas belezas naturais que podem ser encontradas em seu interior. A localidade é rica em vales, rios, cascatas e matas nativas.
Sua economia baseia-se na agropecuária, onde são produzidos queijo e outros lacticínios, além da elaboração do vinho e do cultivo de hortaliças. Produtos típicos também podem ser encontrados nas diversas agroindústrias existentes na localidade.
A comunidade oferece produtos turísticos como caminhadas educativas na mata, passando por esportes radicais, visitas em agroindústrias, o churrasco na vala, passeios a cavalo e o convívio permanente com as tradições gaúchas.
O lado religioso da comunidade de Criúva tem forte expressão em festas como a do Festa do Divino Espírito Santo – realizada anualmente em maio – ou da padroeira Nossa Senhora do Carmo – em outubro –, além daquelas realizadas nas capelas pelo interior do distrito.

### Fazenda Souza
Fazenda Souza já era conhecida antes da imigração italiana na região, sob o nome de Pouso Alto, pois ali existia uma pousada de propriedade de Inácio Souza Corrêa, soldado da Guarda de Santo Antônio da Patrulha que havia adquirido as terras e se dedicado à criação de mulas. Anos depois mudou-se para Uruguaiana, e vendeu a área em 1 de setembro de 1790 para Inácio Ribeiro, e no ato de venda ficou estabelecido o nome da localidade como Fazenda Souza.
Os primeiros italianos, oriundos de Feltre, se estabeleceram nestas terras por volta de 1880, e se dedicaram principalmente à exploração da madeira, abundante nas densas matas de araucária que cobriam a região. Em 15 anos a região já estava desmatada, e as famílias voltaram-se para a criação de gado para leite e corte.
Antigamente Fazenda Souza pertencia a São Francisco de Paula, e depois foi anexada por Caxias do Sul, tornando-se seu distrito, a 18 km da sede. Possui cerca de 2.320 habitantes e tem uma área total de 7.378 hectares, representando 5,90% da área rural do município.
Sua economia baseia-se nos hortifrutigranjeiros, com destaque para as culturas de maçã, pêssego, caqui e ameixa, além da apicultura e piscicultura. Importante no distrito é o Instituto Leonardo Murialdo, conhecido como Seminário de Fazenda Souza, onde se encontram os restos mortais do Padre João Schiavo, que trabalhou intensamente na região, fundando o instituto e o Abrigo de Menores São José.

### Santa Lúcia do Piaí
O distrito de Santa Lúcia do Piaí fica distante de Caxias do Sul 28 quilômetros vindos pelo bairro Cruzeiro ou 33 quilômetros vindo pela Rota do Sol. A história registra que o distrito de Santa Lúcia do Piaí pertenceu inicialmente aos municípios de São Sebastião do Caí e São Francisco de Paula e à paróquia Arquidiocese de Porto Alegre.
O primeiro subprefeito foi o senhor Francisco Deia. O primeiro escrivão foi Adelino Saldanha Horta. O primeiro médico o dr. Henrique Mertin e o primeiro dentista o dr. Antônio Nonnenmacher. Os primeiros mestres foram Francesco Lazzarotto, que ensinava em italiano e Rodolfo Tomasini, que ensinava em português. Em dezembro de 1944 o distrito passou a pertencer a Caxias do Sul, e em 1953, também a paróquia anexou-se à diocese de Caxias do Sul.
A localização dos primeiros imigrantes italianos no majestoso planalto outrora chamado Ibia, berço dos silvícolas Ibiaguaras e Caaguas, deu origem ao atual nome do distrito de Santa Lúcia do Piaí. Isso aconteceu em 1890 e nesta região já se encontravam diversas famílias de imigrantes alemães, que denominavam o local de Faria Lemos. Anteriormente, a população civilizada era constituída de poloneses, que foram dizimados quase totalmente por epidemia de varíola.
A região era coberta por farta vegetação, onde se destacavam os apinhais. Havia muitos pinheiros em Santa Lúcia do Piaí. As estradas no início eram muito ruins, estreitas e nelas mal passava um animal. No inverno havia muitos atoleiros. Os primeiros povoadores de Santa Lúcia do Piaí foram Abel Ferrazza, Felipe Lauer, Batista Lazzarotto, Antonio Frizzo, Jacó José Scariot, José Pistor, João Santo e José Bonalume. Eles se dedicaram à extração da madeira e à plantação de alfafa.
O distrito destaca-se fortemente no cenário estadual na produção de hortifrutigranjeiros, sendo a região de maior produção no estado do Rio Grande do Sul. A população residente no distrito é de aproximadamente 3000 habitantes com um PIB per capita de R$ 20 485 (fonte IBGE 2006)
São realizadas três festas, uma no mês de Fevereiro em honra a Santa Lúcia, uma no mês de Julho em honra a Nossa Senhora do Carmo e outra no mês de Agosto em honra a Santo Agostinho.
Também é realizado o Natal Esperança, a Janta das Famílias e a Festa da Produção.

### Vila Cristina
Vila Cristina localiza-se no vale do rio Caí, região de colonização alemã, que deixou até hoje marcas tradicionais que são uma de suas atrações turísticas. Mais tarde chegaram italianos, e em 1910 também portugueses, que contribuíram para a cultura diversificada do distrito. Fica a 30 km da sede administrativa, num vale profundo cheio de belezas naturais, fazendo parte do roteiro turístico Caminhos da Colônia. Sua economia se baseia no cultivo de hortifrutigranjeiros e na vitivinicultura.

### Vila Oliva
Localizado a cerca de 45 km de Caxias do Sul, o distrito de Vila Oliva é formado por campos, dedicados à criação de gado e ovelhas e à agricultura. Pertenceu a São Francisco de Paula até 1954, quando a população, por plebiscito, definiu sua anexação a Caxias do Sul.
O povoado nasceu com a instalação, em 1932, de serrarias para extração da madeira de pinho, de propriedade dos irmãos Oliva, empreendidmento que exigia muita mão-de-obra, ocasionando a formação de uma comunidade em torno. Com o desmatamento os trabalhadores passaram a se dedicar a atividades agropecuárias, e hoje a principal atividade econômica é a fruticultura.
Abriga a Casa da Juventude de Vila Oliva.

### Vila Seca
Vila Seca nasceu das terras adquiridas por Patrício Pasquali em função de suas atividades como agrimensor. Ele também foi o idealizador da fundação de uma vila no local onde, por volta de 1912, só havia uma bodega e uma pousada para tropeiros. Em 1937 passou a ser distrito de Caxias do Sul.
Desenvolveu-se com uma economia de subsistência baseada na da piscicultura, pecuária, avicultura, fruticultura, produção de cereais, oleicultura e criação de cavalos. Hoje possui uma população de cerca de 1.900 pessoas, distribuídas em uma área de 13.785 hectares que ainda preserva muitas belezas naturais.

## Regiões administrativas[1]

### Ana Rech

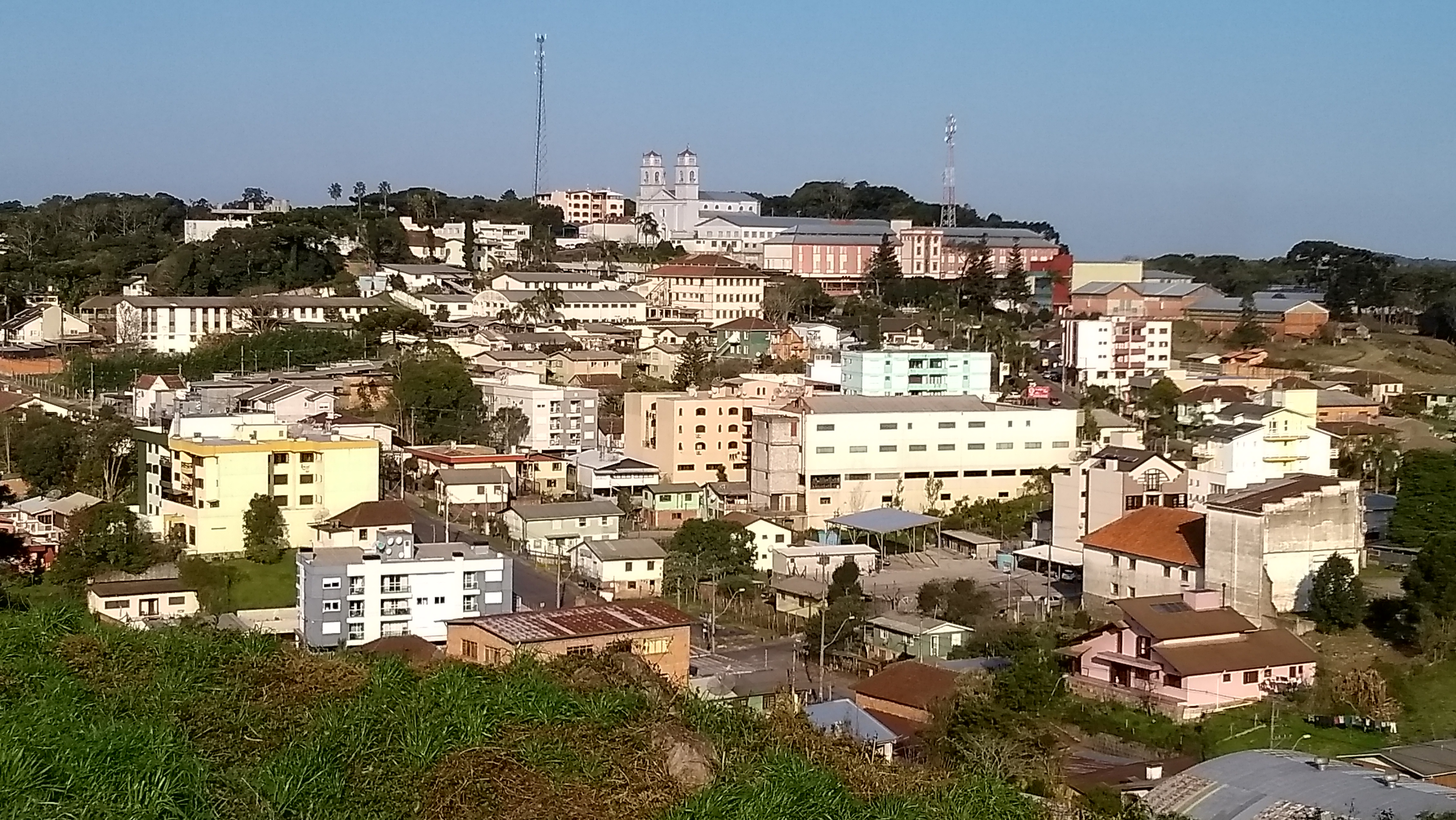
Ana Rech.

Ana Rech foi fundada em 26 de setembro de 1927 como Região Administrativa de Caxias do Sul, distando 12 km da sede. Havia se tornado município, mas a liminar que o criava foi cassada e Ana Rech voltou a se tornar dependente de Caxias do Sul.
O nome da localidade deriva da fundadora, a pioneira Anna Maria Pauletti Rech, que saiu de Pedavena na Itália, embarcando no porto Belga, no navio Salier, em 01 de novembro de 1876. Ana Rech, fixou residência na VIII légua, no Lote 104 do Travessão Leopoldina, em abril de 1877, junto com seus filhos - tendo o mais velho, Angelo Rech, se estabelecido ao lado, no Lote 102, com sua esposa Luigia Zanchi. O local ficava numa rota de tropeiros, e aproveitando esse fato Anna Rech instalou um estabelecimento que incluía comércio e hospedagem. A pousada de Anna Rech se tornou conhecida entre os tropeiros, e acabou emprestando o nome para a povoação que cresceu em torno. Faleceu em 16 de maio de 1916, aos 88 anos, admirada por suas muitas virtudes, e sendo eternizada com uma estátua em frente à igreja Matriz local.
Hoje Ana Rech é um grande pólo industrial, onde ficam localizadas as sedes de grandes empresas como Marcopolo, Móveis Saccaro, NeoBus e Multiespuma. No distrito está localizada também a Represa do Faxinal, responsável por boa parte da água consumida em toda a cidade de Caxias do Sul.

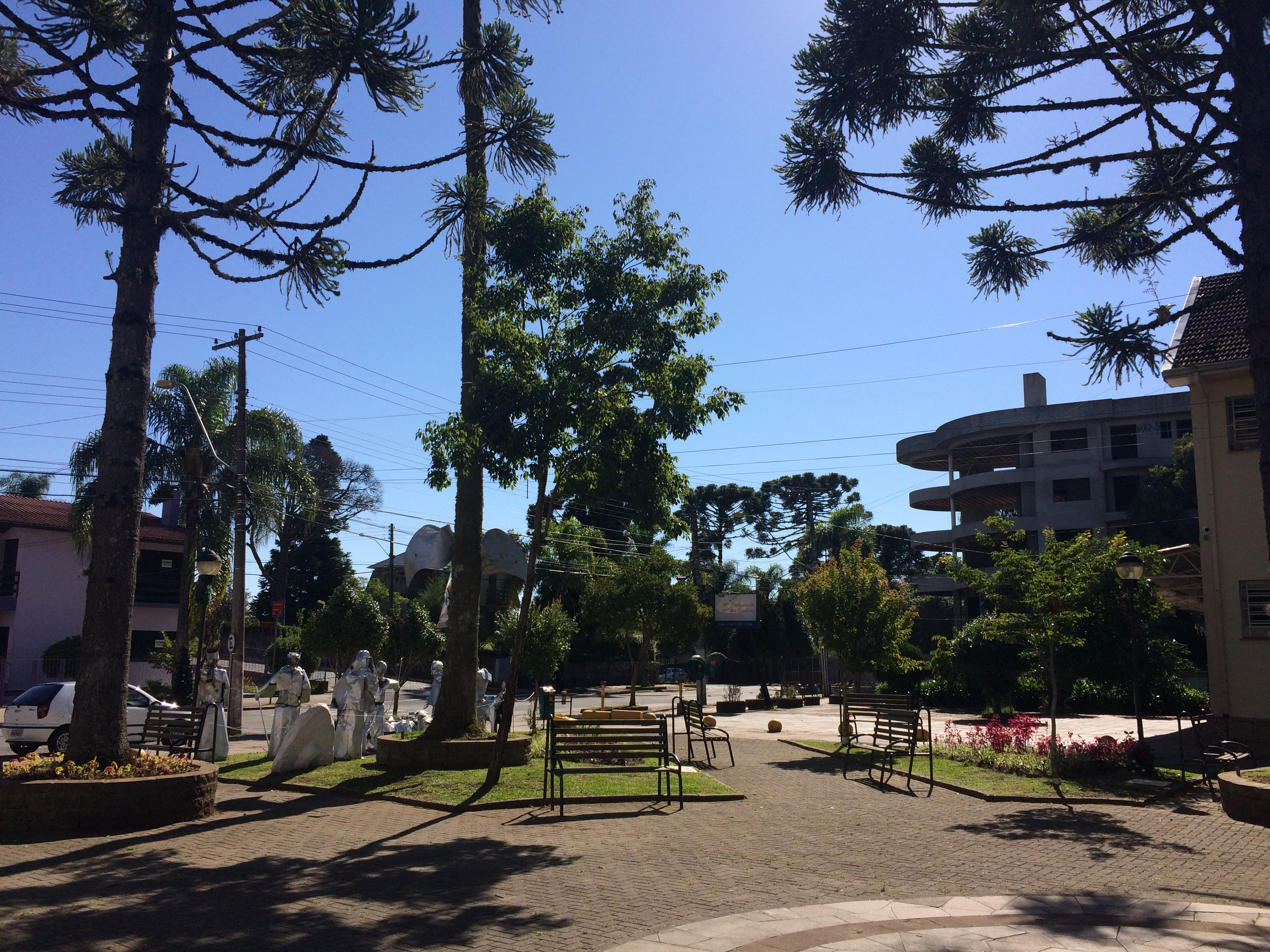
Praça Pedavena em Ana Rech.

Ana Rech tem boa estrutura de serviços e comércio: possui agências do Banco do Brasil, Sicredi e Banrisul, agência de correios, posto de saúde, igrejas, centros de tradições gaúchas, hospital psiquiátrico, consultórios médicos e odontológicos, farmácias, mercados, lojas, postos de combustíveis, restaurantes, hotel (Bela Vista), acadêmias de ginástica, hidroginástica e natação, esteticistas e cabeleireiros, escolas de ensino fundamental e de ensino médio. É atendida por linha de ônibus e taxi-lotação. Possui rede de esgoto com estação de tratamento.
Possui cerca de 16 mil habitantes, mantendo ainda muitos hábitos típicos dos antigos colonos. Na época do Natal é montado grande número de presépios nos jardins, ruas e praças, o que lhe valeu o apelido de Vila dos Presépios. Ana Rech também faz parte do roteiro turístico Caminho dos Tropeiros.

### Desvio Rizzo
Desvio Rizzo nasceu da antiga Colônia Sertorina, propriedade de Tancredo Feijó, coronel e vice-intendente da cidade de Caxias do Sul. Mais tarde as terras foram adquiridas pelas famílias Blaut e Ely, que possuíam engenhos de beneficiamento de madeira, abandonados quando o desmatamento tornou a atividade antieconômica.
Em 1889 instalou-se na região a família Poloni, cujo patricarca, Pedro Poloni, era auxiliar de agrimensor na construção de ferrovias, e com o tempo outras famílias se agruparam no local. Mais tarde foi criado ali o Matadouro Rizzo, que além de empregos para a população fornecia energia elétrica através de seu gerador, o que perdurou até 1948, quando o fornecimento passou a ser feito pela CEEE.
Desvio Rizzo dista 9 km da sede municipal. Seu moradores realizam a Festa de São José, a Festa de São Cristóvão e a Festa do Agricultor. A base da economia local é a viticultura.

### Forqueta
Uma das regiões administrativas de Caxias do Sul, Forqueta se localiza a 15 km da sede administrativa municipal, sendo considerado um parque temático a céu aberto por causa de seu casario antigo, igrejas centenárias, culinária e tradições. Nasceu em torno de uma casa comercial localizada no entroncamento da Estrada Geral, e como o entroncamento tinha um feitio de garfo (forchetta, em italiano) este nome passou a designar o povoado.
Forqueta recebeu impulso para seu desenvolvimento quando na década de 1910 chegou uma linha férrea, estabelecendo ligação com a capital do estado e com a sede municipal, e escoando a produção de uva e vinho. É atualmente a maior produtora de vinho do município, com 150 milhões de litros por ano. Ainda cultiva maçã, pêssego, ameixa e caqui.
Sua importância na cultura do vinho e da uva a fez ser incluída no roteiro turístico Vale Trentino, e a cada dois anos realiza o festival temático do Vinho Novo, em julho.

### Galópolis

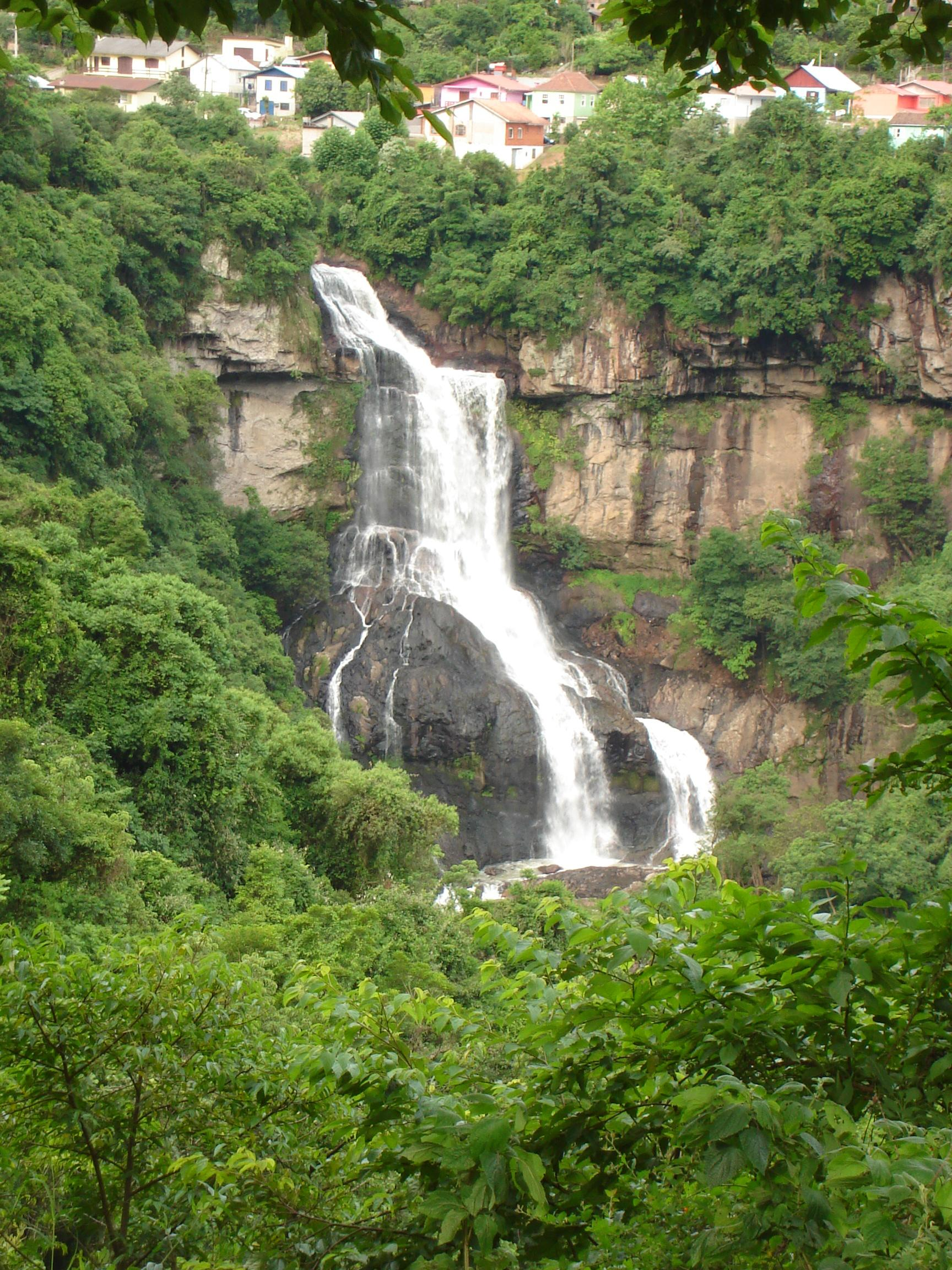
A cascata Véu da Noiva, em Galópolis

Por causa de sua grande cachoeira e extenso vale do Arroio Pinhal, o local era antigamente conhecido como Vale del Profondo, e foi habitado, depois de 1876, por colonos que se dedicaram à economia de subsistência. Em 1898 foi ali instalado um lanifício por uma leva de imigrantes vindos de Schio, na Itália. Em 1940 o lanifício passou por grave crise, e foi adquirido por Hércules Galló, que reorganizou o empreendimento em sociedade com os irmãos Chaves Barcellos, e conseguiu fazê-lo prosperar, e com isso à comunidade do qual dependia diretamente, motivo pelo qual foi homenageado com a mudança do nome local para Galópolis.
Localiza-se a 10 km do centro da cidade, e hoje a maior parte de sua população de 2.200 habitantes depende de trabalho na sede administrativa. A área tem grandes belezas naturais e faz parte do roteiro turístico Rota do Turismo Rural.